# ワシリー・ネボルシン
ワシリー・ヴァシリエヴィチ・ネボリシン（ロシア語: Васи́лий Васи́льевич Небольси́н；ラテン文字転写：Vasilii Vassil'evich Nebol'sin, 1898年5月30日 - 1958年11月29日）は、ソビエト連邦の指揮者である。

## 経歴
1898年、ロシア帝国領ハリコフで生まれた。モスクワ・フィルハーモニー音楽学校に学び、1918年に指揮者となった。1920年にボリショイ劇場の合唱指揮者となり、1922年に同劇場の指揮者に昇格した。
教育者としては、1940年から1945年までモスクワ音楽院で教鞭を執った。1958年、モスクワで死去。

## 受賞・栄典
- 1950年：スターリン賞を受賞した。

## 映像資料
- フィルムオペラ『ボリス・ゴドゥノフ』モスフィルム、1954年。(指揮を担当)